# Michael Moorer
Michael Lee Moorer (* 12. November 1967 in Brooklyn, New York City) ist ein ehemaliger US-amerikanischer Boxer, dessen Profikarriere von 1988 bis 2008 andauerte. Er war ungeschlagener Weltmeister der WBO im Halbschwergewicht und dreifacher Weltmeister im Schwergewicht (WBO, WBA, IBF), zudem der erste in der Rechtsauslage boxende Schwergewichtsweltmeister. 2024 fand er Aufnahme in die International Boxing Hall of Fame.

## Amateurkarriere
Moorer begann im Alter von 10 Jahren mit dem Boxsport und siegte in 48 von 64 Amateurkämpfen. Er gewann 1986 im Halbmittelgewicht die US-Meisterschaften in Beaumont (Texas) und im selben Jahr eine Bronzemedaille im Halbmittelgewicht bei den Goodwill Games in Moskau. Zudem bestritt er für die USA mehrere Länderkämpfe, wobei ihm 1987 ein Sieg gegen Sven Ottke gelang.

## Profikarriere
Moorer wurde von Alex Shear, einem Boxtrainer des von Emanuel Steward geleiteten Kronk Gym in Detroit als Talent erkannt und unterzeichnete dort seinen Profivertrag. Sein Debüt gewann er am 4. März 1988 in Las Vegas durch TKO in der ersten Runde. Er boxte zu Beginn seiner Karriere im Halbschwergewicht und gewann elf Kämpfe in Folge vorzeitig, zehn davon innerhalb von zwei Runden. Er konnte daraufhin am 3. Dezember 1988 in Brook Park (Ohio) im ersten Halbschwergewichts-WM-Kampf des neu gegründeten Verbandes WBO gegen Ramzi Hassan (Kampfbilanz: 25-4) antreten und siegte durch TKO in Runde 5.
Den neu gewonnenen Titel verteidigte er im Anschluss jeweils vorzeitig gegen Víctor Claudio (11-6), Frankie Swindell (15-2), Freddie Delgado (16-0), Leslie Stewart (27-4), Jeff Thompson (19-1), Mike Sedillo (22-6), Marcellus Allen (12-0), Mario Melo (18-4) und Danny Stonewalker (10-4).
Danach stieg er in das Schwergewicht auf und legte dafür im Mai 1991 seinen WBO-Titel im Halbschwergewicht nieder. Nach sechs Siegen in Folge gewann er auch hier den von Ray Mercer entzogenen WBO-Weltmeistertitel, nachdem er am 15. Mai 1992 in Atlantic City (New Jersey) Bert Cooper (27-8) durch TKO in Runde 5 besiegt hatte. Im Kampfverlauf waren beide Boxer jeweils zweimal am Boden. Um bei den bekannteren Weltverbänden gereiht zu werden, legte er den WBO-Titel ohne Verteidigung im Februar 1993 nieder und gewann fünf weitere Kämpfe, ehe er am 22. April 1994 in Las Vegas den als Favorit geführten Evander Holyfield (30-1) nach Punkten besiegte und dadurch dessen WM-Gürtel der IBF und WBA übernahm. Er wurde dabei inzwischen von Teddy Atlas trainiert. Er verlor jedoch seine erste Titelverteidigung am 5. November 1994 nach Punkten führend durch K. o. in Runde 10 gegen George Foreman (72-4), wobei der Niederschlag zum Ring Magazine Knockout des Jahres gewählt und Foreman damit zum bislang ältesten Schwergewichtsweltmeister wurde.
Am 22. Juni 1996 konnte er um den von Foreman entzogenen IBF-Weltmeistertitel boxen und siegte dabei in Dortmund knapp nach Punkten gegen Axel Schulz (21-2), der im April 1995 ebenfalls knapp nach Punkten gegen Foreman unterlegen war. Den Titel verteidigte er im Anschluss durch TKO in Runde 12 gegen Francois Botha (35-0) und durch Punktentscheidung gegen Vaughn Bean (27-0). Beim Rückkampf gegen den inzwischen wieder zum WBA-Titelträger aufgestiegenen Evander Holyfield (34-3) verlor Moorer dann am 8. November 1997 nach fünf Niederschlägen durch TKO in Runde 8. Für diesen Kampf war er von Freddie Roach trainiert worden.
Nach einer anschließenden Auszeit kehrte er im November 2000 in den Ring zurück und blieb in fünf Kämpfen ungeschlagen, ehe er am 17. August 2002 durch K. o. in Runde 1 gegen David Tua (40-3) unterlag. Danach bestritt er noch zehn Kämpfe mit neun Siegen, wobei er im Dezember 2004 Wassili Schirow (33-2) durch TKO schlagen konnte. Seinen letzten Kampf gewann er am 8. Februar 2008 im Alter von 40 Jahren.